# Sergio Palacios
Sergio Stevan Palacios Zapata (ur. 14 lutego 2005 w Cali) – kolumbijski piłkarz występujący na pozycji środkowego obrońcy, od 2024 roku zawodnik brazylijskiego Red Bull Bragantino.